# Petr Bolek
Petr Bolek (* 13. Juni 1984 in Ostrava) ist ein tschechischer Fußballtorwart. Seit Februar 2010 steht er beim FK Senica unter Vertrag.

## Jugend
Bolek spielte in seiner Jugend bis 2003 beim FK Baník Ostrava.

## Vereinskarriere
Bolek hat sechs Jahre einen Vertrag mit dem Verein FC Slovan Liberec gehabt, für Liberec in der tschechischen Liga hat er nicht gespielt. Er wurde nach Hlučín, Slovácko und Zlaté Moravce ausgeliehen. In Zlaté Moravce hat Bolek gespielt, aber er ist mit der Mannschaft abgestiegen. In türkischem Kasımpaşa Istanbul hat er auch kein einziges Spiel gemacht. Bolek bekam im Februar 2010 einen Dreijahresvertrag beim slowakischen FK Senica, wo er Stammspieler ist und mit der Mannschaft in der slowakischen 1. Liga den 2. Platz erreicht hat.

## Nationalmannschaft
Bolek stand von 1999 bis 2003 36-mal in der Tschechischen U-15 bis U-19 Tor. Bei der U-19-Fußball-Europameisterschaft 2003 in Liechtenstein spielte er zweimal.